# Манон Леско
 Тази статия е за романа на Антоан Прево.  За операта на Джакомо Пучини вижте Манон Леско (опера).  
„Мано̀н Леско̀“ (на френски: Manon Lescaut) е роман на френския писател Антоан Прево, публикуван за пръв път през 1731 година.
Сюжетът проследява приключенията на млад френски благородник и неговата любовница във Франция и Луизиана от началото на XVIII век. При издаването си книгата е оценена като скандална и е забранена от френската цензура, но придобива голяма популярност и днес е смятана за най-преиздаваната френска книга с повече от 250 издания до 1981 година. Романът е многократно адаптиран в театъра и киното, като най-известна е базираната на него опера на Джакомо Пучини „Манон Леско“.
„Манон Леско“ е издаван многократно и на български – в преводи на Антон Делев през 1898 година,, Димитър Бръзицов през 1918 година, Александър Порняков през 1941 година и Пенка Пройкова през 1975 година (преиздаван неколкократно след това).